# إديث وايت
إديث وايت (بالإنجليزية: Edith White) هي رسامة أمريكية، ولدت في 29 مارس 1855، وتوفيت في 19 يناير 1946.